# Rolando de Hertelendy
Rolando de Hertelendy (Clorinda, 1900 - Formosa, 26 de diciembre de 1979) fue un político argentino, gobernador del Territorio de Formosa designado por el entonces presidente Juan Domingo Perón, entre 1946 y 1950.

## Biografía
Nacido en Formosa en el año 1900, se convirtió en el primer gobernador oriundo de la provincia. Educado en Bélgica, su padre fue Manfredi de Hertelendy (hijo de Károly Hertelendy (1834–1895), un noble húngaro), quien en 1897 contrajo matrimonio con Elvira Marana, hija de su gran colaborador y amigo Juan Manuel Marana. El matrimonio tuvo tres hijos: Aníbal, Jorgelina y Rolando; este último, de notable gestión con la comunidad, llegó a presidir el municipio y también alcanzó la primera magistratura de la provincia de Formosa.
Una peritonitis puso fin a la vida del padre de Rolando, Manfredi de Hertelendy el 26 de noviembre de 1904 en época en que todavía no se conocía la penicilina, la joven madre Elvira Marana, siguió viviendo en Buenos Aires hasta que los hijos terminaron la secundaria. Por eso se trasladó a Clorinda recién en 1918. Por eso ninguno de sus hijos nació en Clorinda. Al llegar organizó la ciudad tuvo la virtud de contribuir a la creación e impulso de la mayoría de las instituciones básicas de la comunidad y sus hijos, especialmente Rolando, se encargaron de hacer realidad el proyecto preferido de su padre, Manfredi: la ciudad de Clorinda. Cuando administraba negocios familiares en la ciudad de Clorinda, el presidente Juan Domingo Perón lo nombró gobernador federal del entonces Territorio Nacional de Formosa el 10 de diciembre del año 1946. Construyó en Formosa la primera pista pavimentada de aterrizaje de la provincia, durante su gestión se construyeron 24 escuelas rurales, 17 escuelas de enseñanza media y 11 de oficios, se inauguraron los Hospitales de Clorinda, El Espinillo, El Colorado e Ingeniero Juaréz, en la capital provincial se construyó el hospital de la madre y el niño, y se duplicó la capacidad de internación del Hospital Central.Durante su gobierno priorizó la medicina preventiva en línea con el plan Carrillo y la asistencia social
procuró  servicios sanitarios en todos los sitios de la provincia, se llevaron adelante fuertes campañas contra el sarampión, el tétanos, la difteria, el cólera, y el paludismo, fueron inaugurados 41 centros sanitarios en otros tantos pueblos del interior formoseño.
En la capital provincial se realizó una expansión urbana hacia el oeste-noroeste, siguiendo los ejes de las avenidas 25 de Mayo y 9 de julio, agregándose 148 manzanas a la cuadrícula, todas ellas pavimentadas, con desagües cloacales y tendido eléctrico. En todo el territorio se construyeron 2703 soluciones habitacionales para las clases medias y bajas. En el plano económico se duplicó las hectáreas cultivadas de algodón, alentados por la prosperidad provincial  ingresaron a Formosa alrededor de 31.700 ciudadanos paraguayos y 13.000 españoles. Entre 1945 y 1950 se incorporaron a la producción algodonera  5123 nuevas explotaciones y 420.000 ha. En el marco del Primer Plan Quinquenal se fomentó la explotación forestal, y la industria del quebracho, dando impulso por la renovación de vías férreas pos nacionalización de los ferrocarriles. Durante esta etapa  llegó a su máxima expansión la ganadería bovina y caprina. En toral la provincia alcanzó 1.210.000 cabezas de ganado y comenzó la expansión agrícola a los departamentos de Pilagás, Pirané y Pilcomayo. En 1949 se inaugura la primera fábrica de vidrios de la provincia y en 1950 la primera cervecería, en ese lapso las fábricas textiles pasaron de 7 a 23 en todo el territorio provincial, junto con la construcción de dos frigoríficos a manos del Estado, que permitieron saldos exportables hacia Paraguay y el sur de Brasil. Se construyó una via férrea a Ibarreta, Comandante Fontana y Tres Lagunas. Y comenzó la proyección de tendido eléctrico en Pirané, Pozo del Tigre y Las Lomitas. Se construyeron diez usinas eléctricas elevando la capacidad energética de 710 kW a 11.810 kW.
En 1954 el gobierno de Juan Domingo Perón impulsó la ley 14.315 que  estableció que en los territorios Nacionales de Formosa, Neuquén, Río Negro, Chubut y Santa Cruz debía funcionar una legislatura local, constituida por 16 miembros, elegidos en forma
directa por el pueblo por el sistema de lista incompleta. También facultó a sus ciudadanos para
elegir gobernador y vicegobernador, por votación directa y a simple pluralidad de sufragios. Durante su gobierno, Hertelendy, incorporó al sistema legal derechos de Segunda Generación, referidos a los aspectos
sociales y económicos Tras el golpe de 1955 permaneció como preso político junto con su esposa y su hijo mayor, hasta que tras protestas diplomáticas de Paraguay por el grave estado de salud de Hertelendy quién cursaba una prolongada pulmonía sin recibir atención médica, ni un colchón donde dormir fue liberado, tras ello fue recibido con honores en Asunción como gesto de gratitud por las 30.000 toneladas de carne y 27.000 de trigo que Hertelendy había enviado al pueblo paraguayo parra paliar el hambre causado por la Guerra civil paraguaya donde fue condecorado con la Orden Nacional al Mérito en el grado de Gran Cruz. A lo largo de los años lucharía por el restablecimiento de la democracia  y la vigencia de las libertades en la Argentina, cuyo anhelo vería concretado recién en 1973. En 1974 regresa al país y  a su pueblo natal.
Durante su gobernación ocurrió la masacre de Rincon Bomba.
Falleció en Buenos Aires el 23 de diciembre de 1979 y sus restos fueron llevados a la ciudad de Clorinda, donde descansa en el panteón familiar del Cementerio "La Piedad"